# Nepeta eriosphaera
Nepeta eriosphaera là một loài thực vật có hoa trong họ Hoa môi. Loài này được Rech.f. & Köie mô tả khoa học đầu tiên năm 1955.